# Hydraena bedeli
Hydraena bedeli är en skalbaggsart som beskrevs av Barthélemy 1992. Hydraena bedeli ingår i släktet Hydraena och familjen vattenbrynsbaggar. Inga underarter finns listade i Catalogue of Life.